# Nepenthes glabrata
Nepenthes glabrata este o specie de plante carnivore din genul Nepenthes, familia Nepenthaceae, ordinul Caryophyllales, descrisă de J.R. Turnbull și A.T. Middleton. Conform Catalogue of Life specia Nepenthes glabrata nu are subspecii cunoscute.

## Galerie de imagini

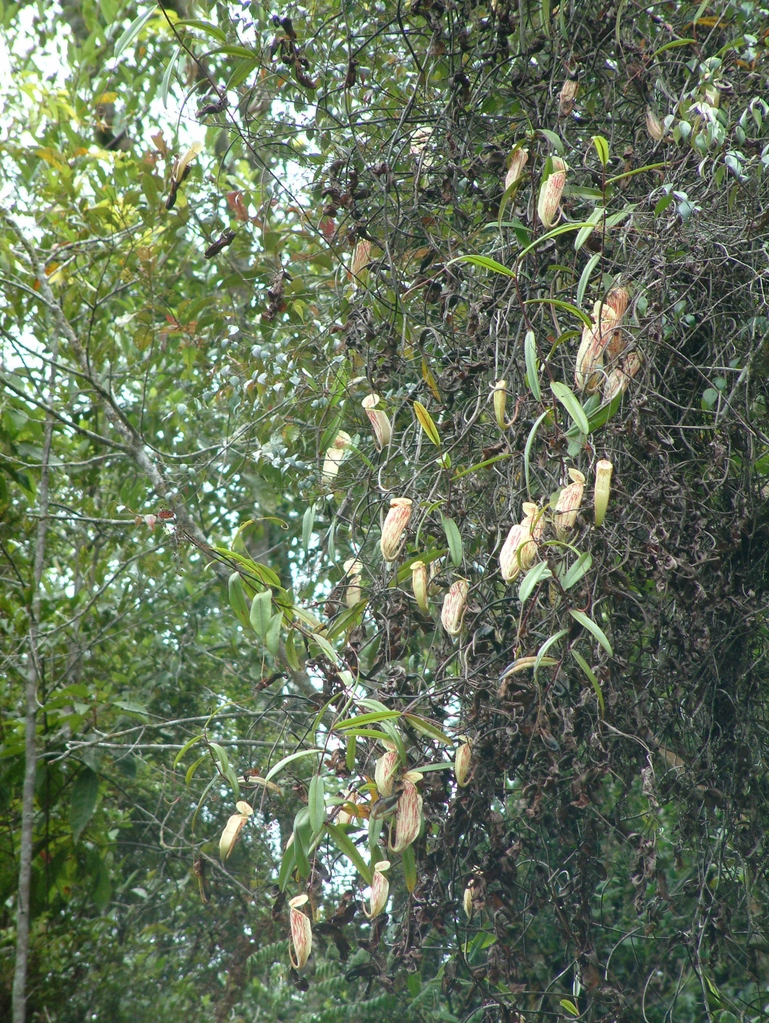
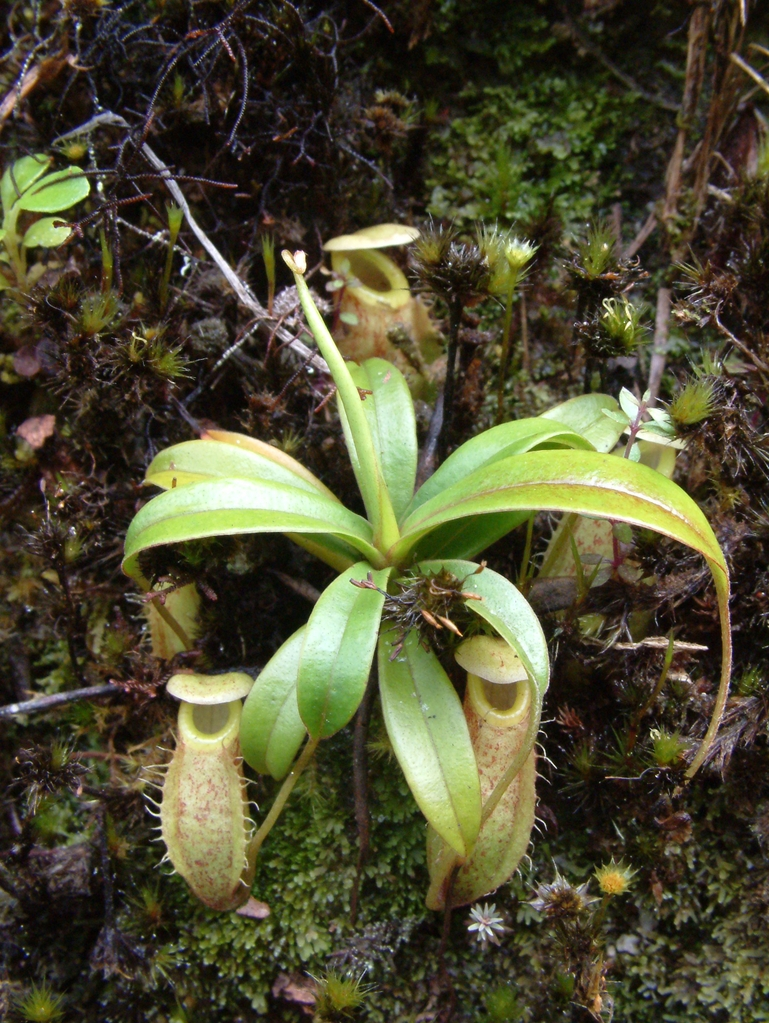
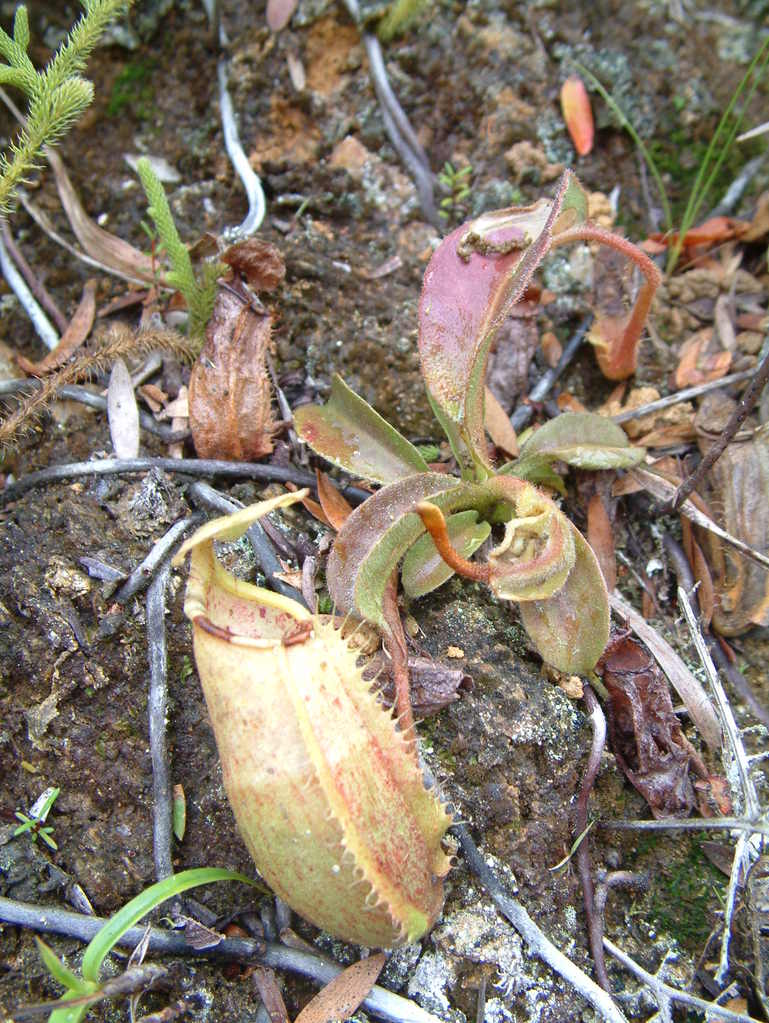
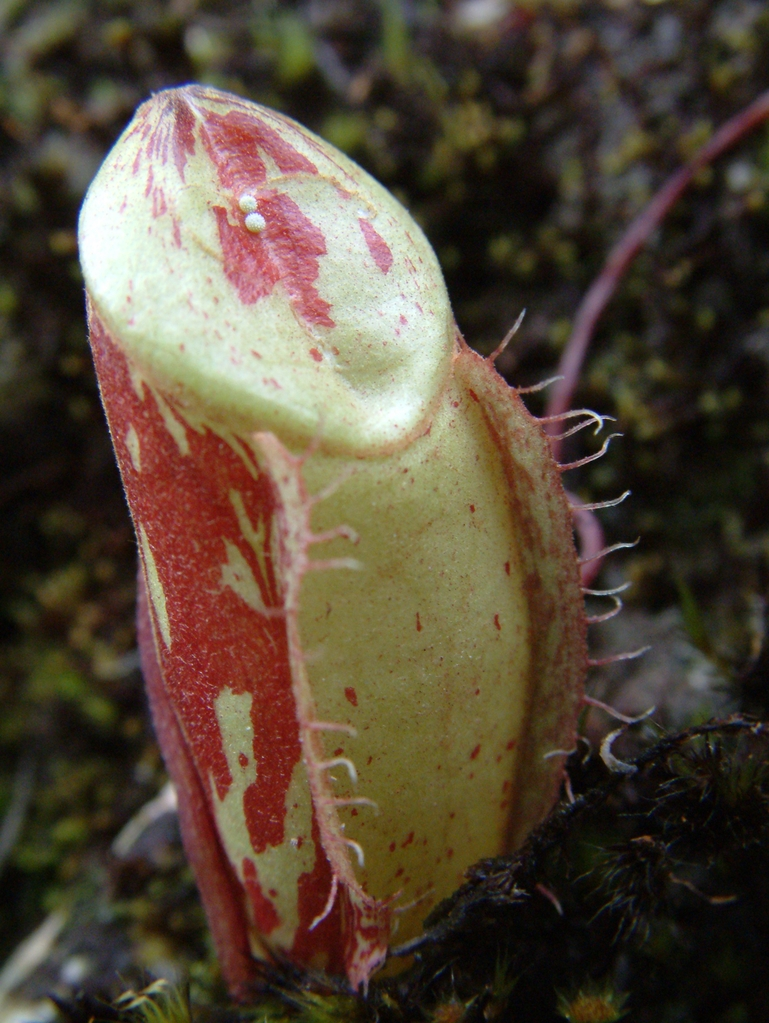
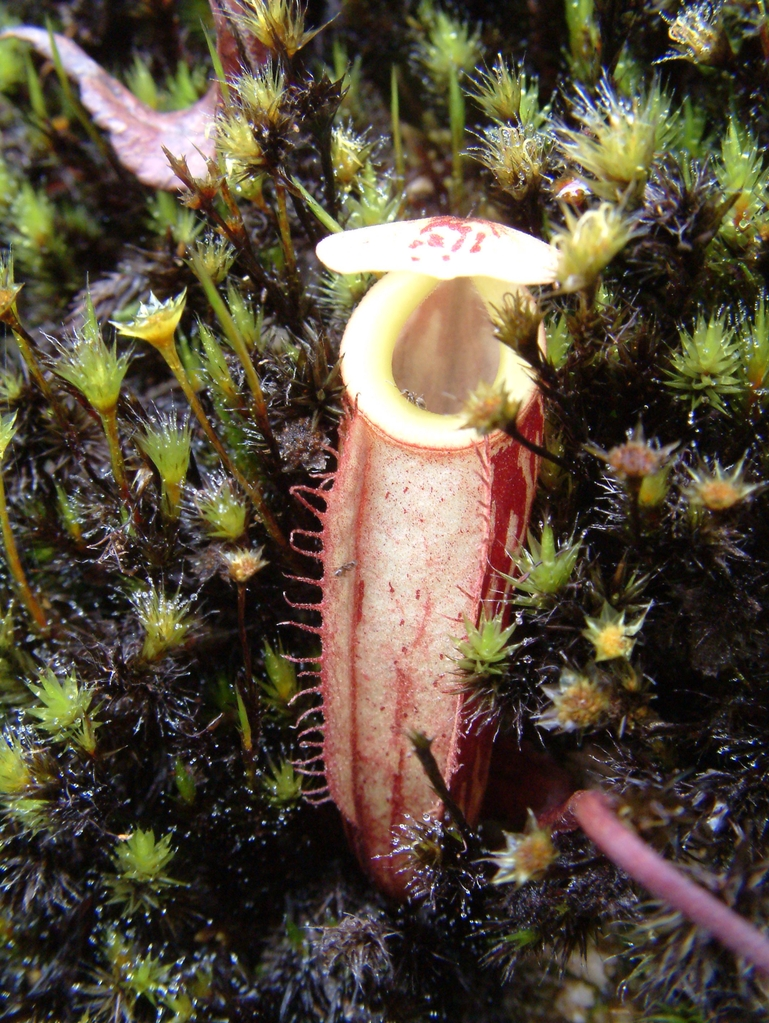
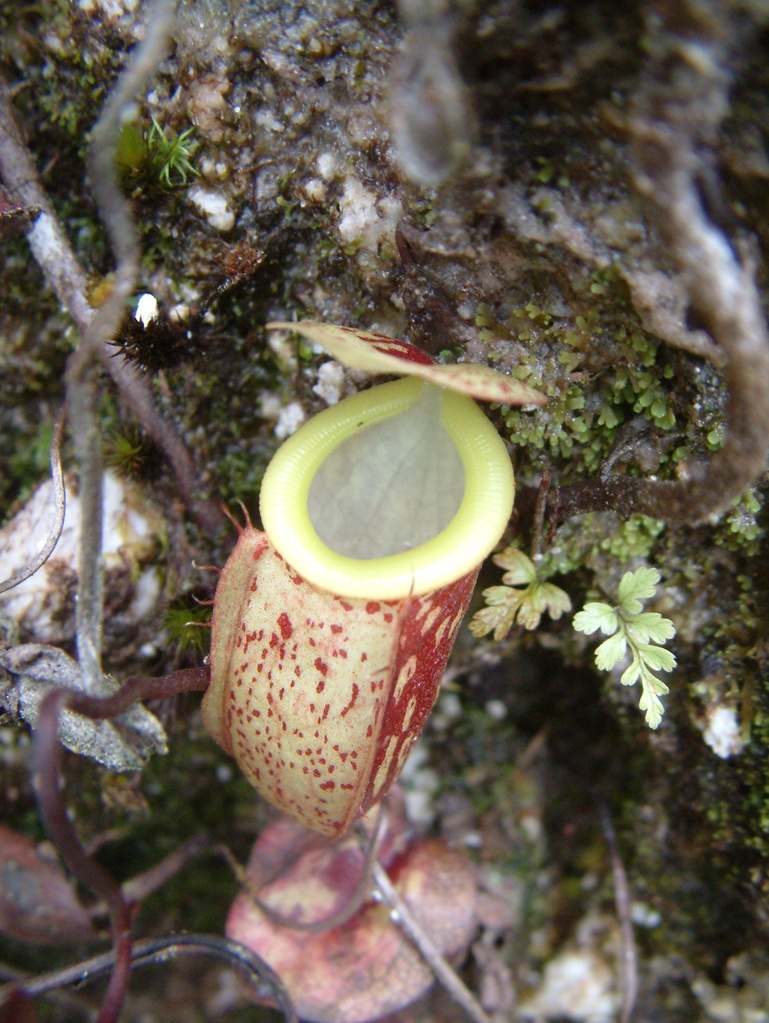